# Dag-Otto sjunger julsånger
Dag-Otto sjunger julsånger är det andra studioalbumet med Dag-Otto, utgivet 6 november 2013. Albumet är hans första album med julsånger. Medverkar på albumet är också Per Andersson och låtskrivare är bland annat Lasse Holm.

## Låtlista
1. Bjällerklang
2. Dag-Ottos jul
3. Spring, spring, Rudolf
4. Vem tänker på grisarna?
5. Rudolf med röda mulen
6. Hasses pappas jul
7. Jag såg mamma kyssa tomten
8. Knalle juls vals
9. Traditioner
10. Tomten jag vill ha en riktig jul
11. Rädd för tomten
12. Dag-Ottos julsaga